# Ulrich Brand
Ulrich Brand' (* 15. april 1967 v Mainau) je politolog in od septembra 2007 univerzitetni profesor za mednarodno politiko na Univerzi na Dunaju. Ukvarja se z vprašanji kapitalistične globalizacije, njene kritike in možnosti političnega nadzora, z mednarodnimi Resource in Environmental Policy ter o Latinski Ameriki.

## Življenje
Brand je najprej študiral na Duale Hochschule Baden-Württemberg Ravensburg s poudarkom na turizmu. Študij je končal leta 1989 z diplomo in kvalifikacijo za vodjo hotela. Brand je nato začel študij političnih ved in ekonomije na Univerzi Johanna Wolfganga Goetheja v Frankfurtu na Majni, ki ga je popeljal tudi v Berlin, Buenos Aires in Detroit. Ta študij je leta 1996 tudi zaključil z diplomo. Leta 2000 je Ulrich Brand doktoriral z disertacijo "Odnos med državo in nevladnimi organizacijami v mednarodni okoljski politiki". Med letoma 2001 in 2007 je delal kot raziskovalni asistent na oddelku za globalizacijo in politiko na Univerzi v Kasslu.Leta 2006 je tam doktoriral z disertacijo "Politična oblika globalizacije. Družbene sile in institucije v internacionalizirani državi".
Dejaven je v upravnem odboru Institut Solidarische Moderne, v Bundeskoordination Internationalismus (BUKO) ter v znanstvenem svetovalnem odboru podjetja Attac Nemčija. Od maja 2011 je sourednik politološkega mesečnika Blätter für deutsche und internationale Politik.
Brand je med drugim član Združenja za kritično družbeno raziskovanje in Avstrijskega politološkega društva. (ÖGPW) in Nemško politološko združenje (DVPW). V DVPW je bil med letoma 2006 in 2012 tiskovni predstavnik sekcije za politično ekonomijo. Med letoma 2012 in 2014 je bil vodja Inštituta za politične vede na Univerzi na Dunaju, med letoma 2011 in 2013 pa akademski vodja magistrskega programa Visoke latinskoameriške študije na Univerzi na Dunaju.

## Delo
Brand meni, da je ekološko vprašanje prepleteno z njegovimi predpogoji in družbenimi pogoji.
Prevladujoče javne razprave se pogosto osredotočajo na pretirano rast v omejenem prostoru (okoljska ekonomija).
Vendar pa ne gre za preprosto soočenje narave in družbe, temveč je prisvajanje narave vedno tudi konkretno družbeno razmerje, zato je treba ta prevladujoči dispozitiv (Foucault) javne razprave postaviti pod vprašaj. Brand meni, da je kriza sodobnega načina življenja tako ekološka kot družbena in da je to družbeno-ekološko krizo treba razumeti z vidika politične ekologije in ne z običajnim pogledom na prekomerno uporabo planeta. Njegovo teoretično delo je del razprav o teoriji kritične države in hegemonije (Antonio Gramsci, Nicos Poulantzas), teoriji regulacije in politični ekologiji.
Brand se ukvarja z vprašanji družbeno-ekološke preobrazbe v multiple crisis Svetovna gospodarska kriza od leta 2007 naprej, na primer kako Globalni sever živi na račun Globalni jug. V strukturiranem vsakdanjem življenju (potrošnja, mobilnost, komunikacija in hrana) se nesorazmerno uporabljajo svetovna delovna sila in svetovni viri držav v vzponu in razvoju, ki jih posreduje svetovni trg.
On in Markus Wissen to opisujeta kot "imperialni način življenja", s čimer je mišljen imperialni način proizvodnje, pri katerem se viri (surovine, kot je nafta, in zemljišča, pa tudi delovna sila) izvlečejo z juga, porabijo na severu in ponovno odstranijo prek napotopov na jugu. Po njihovem mnenju gre za krizo, katere temeljne vzorce potrošnje in proizvodnje je težko politizirati; nasprotno, še bolj so se ukoreninili v srednjih in višjih razredih na severu in se branijo navzven. Resda prihaja do upora, ki se kaže npr. v uspehu desničarskega ekstremizma - "upornega samopodrejanja" (Nora Räthzel), vendar temeljna razmerja moči ostajajo nedotaknjena.
Z izrazom "imperialno" je mišljena prostorsko neomejena širitev in to, da ta način življenja izpodriva druge načine življenja. Koncept "načina življenja" razširja abstraktni koncept življenjskega sloga na vsakdanjo kulturo. Čeprav ta koncept temelji na teoriji regulacije, pa po Gramsciju vključuje tudi vsakdanje prakse in vsakdanji um, saj se po njegovem mnenju zdi, da so pogoji za reproduktivno delo vedno bolj ugodni: V naši družbi je življenje še vedno vredno živeti tudi ob znižanju plač. Vendar se tu ne smemo sklicevati na posameznega "odgovornega potrošnika", saj bi bilo to preveč apolitično, na primer na podeželju pa je potrošnik pogosto odvisen tudi od motornega vozila.
Stroški reproduktivnega dela posameznega subjekta, tj. dela za obnovo lastne delovne sile, so v pogojih neoliberalizma na Severu, čeprav na primer prek eksternalizacije. (za več podrobnosti glej Lessenich) stroškov, prej manj, neoliberalizem tako sam ustvarja svoje soglasje, s cenejšimi mobilnimi telefoni ali celo cenejšimi potovanji na dolge razdalje. Ta imperialni način proizvodnje se zdi hegemonski, tj. splošno sprejet in se celo širi. Na severu so posledice še manj grozeče kot na jugu.
Brand in Wissen sta svojo analizo in kritiko imperialnega načina življenja oblikovala v knjigi iz leta 2017 Imperiale Lebensweise. O izkoriščanju ljudi in narave v času globalnega kapitalizma". Leta 2021 je objavila knjigo "The Imperial Mode of Living. Vsakdanje življenje in ekološka kriza kapitalizma", nastali pa so tudi prevodi v španščino in francoščino.
Hegemonija je po Gramsciju razumljena kot prizadevanje in sposobnost vladajočega razreda, da svoje interese predstavi kot interese splošne javnosti, na primer s politiko lokacije in rasti kot nespornim ciljem. Prav tako je treba ustvariti protihegemonije, da bi se zoperstavili prevladujočemu diskurzu katastrofizma. ("Ura je že pet do dvanajstih"), ki daje prednost avtoritarnemu, od zgoraj navzdol rešitve. Poleg tega je treba koncept "imperialnega načina življenja" razlikovati od povsem tehnološko usmerjenega diskurza (električni avtomobil) ali od "odgovornega potrošnika" (neoklasicizem), kjer je politično dejanje omejeno na nakup.
Način prisvajanja narave je mogoče zajeti z izrazom družbeni naravni odnosi. Tako se lahko v primeru družbenih potreb, kot je mobilnost, vprašamo tudi, kako je mogoče zadovoljiti in zadovoljiti konkretno potrebo po mobilnosti ter kakšni interesi so v ozadju. Moč in interesi so tu vpisani v (tudi nezavedno, prim. "Habitus") želje uporabnikov. Cesarski način življenja je tudi statusno usmerjen: srednji razred se odlikuje po tem, da porablja več navzdol, in služi kot zgled tistim, ki to počnejo: ta potrošniška spirala spodbuja tudi emisije CO2. Primer je uporaba avtomobilov in interesi avtomobilske industrije. Tako je tudi uporaba SUV-jev obdelava ekološke krize, v skladu z geslom: z otroki se bomo varno prebili skozi močan dež. Pri tem se osredotočamo na življenjske sloge, ki so se že spremenili: Na Dunaju je že zdaj več gospodinjstev, ki nimajo avtomobila, kot tistih, ki ga imajo, zato že obstajajo točke preloma. Drug primer tihega upora je omejevanje uživanja mesa.
Srednjeročno se politična ekologija ne ukvarja s ciljem individualne sreče, temveč s pogoji za Dobro življenje za vse in gospodarstvo, ki temelji na solidarnosti in je usmerjeno k uporabnim vrednostim, ki predvsem ne podpira (Kapitalistična) prisila rasti, o finančnih trgih, vendar se osredotoča na privlačen model blaginje brez sklicevanja na individualno odrekanje in potrošništvo. Po analizi sprememb Karla Polanyija akter tukaj ni država, temveč raznovrstna socialna gibanja. (Care Revolution, Food Sovereignty, Right to the City in številne druge).

## Spisi
- Ulrich Brand in Markus Wissen: Cesarski način življenja. Vsakdanje življenje in ekološka kriza kapitalizma. Verso, London 2021, ISBN 978-1-78873-912-2.
- Alberto Acosta in Ulrich Brand: Radikalne alternative. Zakaj je kapitalizem mogoče premagati le z združenimi močmi". Oekom, München 2018, ISBN 978-3-96238-014-4.
- Ulrich Brand in Markus Wissen: Imperiale Lebensweise. O izkoriščanju ljudi in narave v času globalnega kapitalizma". Oekom, München 2017, ISBN 978-3-96006-843-3.
- Ulrich Brand, Helen Schwenken in Joscha Wullweber (uredniki): Globalisierung analysieren, kritisieren und verändern.Das Projekt Kritische Wissenschaft. VSA, Hamburg 2016, ISBN 978-3-89965-724-1.
- Levica Latinske Amerike. Konec progresivnega cikla? A pamphlet. VSA, Hamburg 2016, ISBN 978-3-89965-700-5.
- Ulrich Brand in Roland Atzmüller, Joachim Becker, Lukas Oberndorfer, Vanessa Redak in Thomas Sablowski (uredniki): Fit für die Krise? Perspektive teorije regulacije". Westfälisches Dampfboot, Münster 2013, ISBN 978-3-89691-925-0.
- Ulrich Brand in Bettina Lösch, Benjamin Opratko in Stefan Thimmel (uredniki): ABC der Alternativen 2.0. VSA, Hamburg 2012, ISBN 978-3-89965-500-1.
- Ulrich Brand, Isabell Radhuber in Almut Schilling-Vacaflor (ur.): Plurinationale Demokration. Družbena in državna preobrazba v Boliviji". Westfälisches Dampfboot, Münster 2012, ISBN 978-3-89691-893-2.
- Ulrich Brand in Michael Löwy (urednika): Globalisation et Crise Écologique. Une critique de l'économie politique par des écologistes allemands. Editions L'Harmattan, Pariz 2012.
- Postneoliberalizem?: trenutni konflikti in protihegemonske strategije. VSA, Hamburg 2011, ISBN 978-3-89965-424-0.
- Ulrich Brand, Eva Hartmann in Caren Kunze (Eds.): Globalisierung, Macht und Hegemonie: Perspektiven einer kritischen Internationalen Politischen Ökonomie. Westfälisches Dampfboot, Münster 2009, ISBN 978-3-89691-757-7.
- Globalna okoljska politika in internacionalizacija države: politika biotske raznovrstnosti s strateško-nacionalne perspektive. Westfälisches Dampfboot, Münster 2009, ISBN 978-3-89691-768-3.Protihegemonija. Perspektive strategij, kritičnih do globalizacije". VSA, Hamburg 2005, ISBN 3-89965-116-2.
- Ulrich Brand in Christoph Görg, Karin Blank, Joachim Hirsch in Markus Wissen: Postfordistische Naturverhältnisse. Westfälisches Dampfboot, Münster 2003, ISBN 3-89691-540-1.
- Ulrich Brand in Werner Raza (urednika): Fit für den Postfordismus? Teoretično-politične perspektive regulativnega pristopa". Westfälisches Dampfboot, Münster 2003, ISBN 3-89691-529-0.
- Ulrich Brand in Christoph Görg (urednika): Miti globalnega okoljskega upravljanja. Rio + 10 in slepe ulice "trajnostnega razvoja"". Westfälisches Dampfboot, Münster 2002, ISBN 3-89691-596-7 ("Ugovori" 13).
- Ulrich Brand in Alex Demirović, Christoph Görg in Joachim Hirsch: Nevladne organizacije v preoblikovanju države. Westfälisches Dampfboot, Münster 2001, ISBN 3-89691-493-6.
- Ulrich Brand, Achim Brunnengräber in Lutz Schrader: Global Governance. Alternativa neoliberalni globalizaciji? Westfälisches Dampfboot, Münster 2000, ISBN 3-89691-471-5.
- Nevladne organizacije, država in ekološka kriza. Obrisi kritičnega raziskovanja nevladnih organizacij. Primer biotske raznovrstnosti". Westfälisches Dampfboot, Münster 2000, ISBN 3-89691-473-1.
- Ulrich Brand in Ana E. Cecena (ur.): Reflections of a Rebellion. "Chiapas" in drugačno razumevanje politike". 2. izdaja. Westfälisches Dampfboot, Münster 2000, ISBN 3-89691-460-X.

## Spletne povezave
- Ulrich Brand v katalogu Nemške nacionalne knjižnjice
- Življenjepis in publikacije Ulricha Branda
- Degrowth and Post-Extractivism: Two sides of the same coin?. Delovni dokument Ulricha Branda za raziskovalno skupino DFG Collaborative Research Group Postgrowth Societies. (PDF)
- Člen "Kritika globalizacije" Arhivirano 2015-09-24 na Wayback Machine.. V: Wolfgang Fritz Haug (ur.): Zgodovinsko-kritični slovar marksizma, zv. 5. Argument, Hamburg 1994ff. (PDF; 142 kB)
- članek Zeleno gospodarstvo - naslednji oksimoron? Arhivirano 2022-08-27 na Wayback Machine.. Ulrich Brand o težavah zelenega gospodarstva. (PDF)

- Socialno-ekološko družbeno prestrukturiranje na poti k solidarni modernosti. Video intervju z Ulrichom Brandom.
- Wanted: A new global model of prosperity. Ulrich Brand o perspektivah družbeno-ekološke preobrazbe v reviji International Politics and Society 4/2014.
- "Potrebujemo razpravo o tem, kako zagotoviti, da bo mogoče mobilne telefone v 99 % reciklirati" Intervju o Brandovem delu v Enquetejevi komisiji za rast, blaginjo in kakovost življenja (PDF; 138 kB)
- Marion Wittfeld, Wer lehrt, hat auch einmal studiert, intervju z Ulrichom Brandom, uni:view, marec 2015

- Predloga:Perlentaucher
- '"Müssen Freiheiten einschränken", Die Tageszeitung, avgust 2018, intervju

## Posamezne reference
1. ↑  WorldCat Entities — OCLC, Inc., 2022.
2. ↑  Great minds for great questions. In: Blätter für deutsche und internationale Politik 5/11.
3. ↑  Dunajski politolog Ulrich Brand želi sprožiti razpravo o zahodnem načinu življenja. V: Der Standard. 26. november 2009.
4. ↑  {{Internetni vir |author= |url=https://www.attac.de/was-ist-attac/strukturen/attac-netzwerk/wissenschaftlicher-beirat/ueber-den-wissenschafttlichen-beirat/mitglieder/ Arhivirano 2018-07-20 na Wayback Machine. |title=Člani znanstvenega svetovalnega odbora |werk=Attac |hrsg= |datum= |access=2018-07-13 |language=}
5. ↑  Ulrich Brand in Markus Wissen: Od socialno-ekološke krize in imperialnega načina življenja do krize in kontinuitete kapitalističnih naravnih odnosov Arhivirano 2022-04-26 na Wayback Machine., v: Reader BUKO 2013 in Meuchefitz, Wendland, str. 13-16 (PDF)
6. ↑  Podnebne spremembe: Dobro življenje in njegove posledice na severu, kjer so ekološki učinki le precej posredovani (vremenski ekstremi, nevihte). V: orf.at
7. ↑  .
Protihegemonija kot strateška perspektiva (PDF; 596 kB) str. 51
8. ↑  Ulrich Brand: Klima - Neuorientierung tut nötig. V: Der Freitag številka 38/2019
9. ↑  Ulrich Brand: Predloga:Web archive. V Frankfurter Allgemeine Zeitung, 27. julij 2014.
10. ↑  Ulrich Brand: Der große Wandel hin zur "grünen Ökonomie" Arhivirano 2019-04-25 na Wayback Machine.. V: Die Presse, 22. marec 2012.